# Louth (Lincolnshire)
Louth is een civil parish in het bestuurlijke gebied East Lindsey, in het Engelse graafschap Lincolnshire. De plaats telt 15.000 inwoners.

## Geschiedenis
De stad is het meest bekend als de plaats, waar op 1 oktober 1536, in de lokale parochiekerk, de Opstand van Lincolnshire begon, de inleiding voor de Pilgrimage of Grace

## Geboren
- Elisabeth Jeanne de Cerjat (1769-1847), Zwitsers-Britse filantrope
- Michael Foale (1957), Brits-Amerikaans ruimtevaarder